# GP Denain 1962
De 4e editie van de wielerwedstrijd GP Denain werd gehouden op 31 maart 1962. De start en finish vonden plaats in Denain in het Franse Noorderdepartement. Op het podium stonden drie Belgen: Julien Schepens voor Willy Raes en Willy Truye.

## Uitslag
| GP Denain 1962 (170 km) |                 |                        |          |
| Plaats                  | Naam            | Ploeg                  | tijd     |
| Winnaar                 | Julien Schepens | Bertin                 | 4u16'00" |
| 2                       | Willy Raes      | Dr. Mann-Dossche Sport |          |
| 3                       | Willy Truye     | Bertin                 |          |

1959 · 1960 · 1961 · 1962 · 1963 · 1964 · 1965 · 1966 · 1967 · 1968 · 1969 · 1970 · 1971 · 1972 · 1973 · 1974 · 1975 · 1976 · 1977 · 1978 · 1979 · 1980 · 1981 · 1982 · 1983 · 1984 · 1985 · 1986 · 1987 · 1988 · 1989 · 1990 · 1991 · 1992 · 1993 · 1994 · 1995 · 1996 · 1997 · 1998 · 1999 · 2000 · 2001 · 2002 · 2003 · 2004 · 2005 · 2006 · 2007 · 2008 · 2009 · 2010 · 2011 · 2012 · 2013 · 2014 · 2015 · 2016 · 2017 · 2018 · 2019 · 2020 · 2021 · 2022 · 2023 · 2024 · 2025